# Deer Island, Nunavut
Deer Island är en ö i Kanada.   Den ligger i viken Chesterfield Inlet i territoriet Nunavut, i den östra delen av landet, 2 300 km nordväst om huvudstaden Ottawa.
Trakten runt Deer Island består i huvudsak av gräsmarker. Trakten runt Deer Island är nära nog obefolkad, med mindre än två invånare per kvadratkilometer.